# Liste des gouverneurs de Berlin
Le gouverneur de Berlin est le commandant suprême de la résidence et Capitale de l'État prussien. Le roi nomme souvent un dignitaire militaire au gouverneur qui, en raison de son service généralement reconnu à l'État, jouit de l'autorité non seulement dans les cercles militaires mais aussi dans les cercles civils. Le gouverneur est chargé de maintenir la sécurité et l'ordre publics et, en cas de guerre, de défendre Berlin. Il supervise les communications entre les plus hautes autorités civiles et militaires de la capitale. L'autorité disciplinaire sur les troupes de la garnison de Berlin lui appartient, contrairement aux autres garnisons, où elle est détenue par le commandant de troupe respectif. Le gouverneur rend compte directement au roi de toutes ces questions. En tant que gouvernorat, il a un personnel d'officiers de toutes les branches de service et des services médicaux et vétérinaires militaires. Son adjoint est le commandant de la ville.

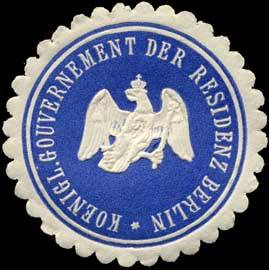
Sceau du gouvernorat de Berlin

De 1706 à 1732, la résidence officielle du gouverneur se trouve dans le bâtiment connu plus tard sous le nom de Palais du Kronprinz sur Unter den Linden à Berlin-Mitte, puis dans la maison du gouverneur (de) sur Königstraße (de). Au XIXe siècle, le palais Wrangel (de) sur Pariser Platz est également utilisé.

## Liste des gouverneurs de Berlin (incomplète)
- 1658 : Heinrich von Uffeln (de)
- 1660 : Joachim Rüdiger von der Goltz (de)
- 1670 : Gerhard Bernhard von Pölnitz (de)
- 1677 : Adolph von Goetze (de)
- 1684 : Hans Adam von Schöning
- 1691 : Heino Heinrich von Flemming
- 1698 : Hans Albrecht von Barfus (de)
- 1702 : Alexander Hermann von Wartensleben
- 1735 : Caspar Otto von Glasenapp
- 1747 : Frédéric-Guillaume II de Schleswig-Holstein-Sonderbourg-Beck
- 1749 : James Keith
- 1758 : Johann von Lehwaldt
- 1763 : Johann Dietrich von Hülsen
- 1767 : Friedrich Ehrenreich von Ramin
- 1782 : Wichard von Möllendorff
- 1805 : Friedrich Wilhelm von der Schulenburg-Kehnert, jusqu'au 6 août 1807
- 1808 : Anton Wilhelm von L'Estocq, à partir du 12 novembre 1808
- 1809 : Friedrich Adolf von Kalckreuth
- 1812 : Bogislav Friedrich Emanuel von Tauentzien
- 1818 : August Neidhardt von Gneisenau
- 1837 : Karl von Müffling
- 1847 : Frédéric von Wrangel
- 1848 : Ernst von Pfuel
- 1849 : Frédéric von Wrangel
- 1850 à 1857 : pas de gouvernorat à Berlin
- 1857 : Frédéric von Wrangel
- 1864 : Franz von Waldersee
- 1870 : Philipp Carl von Canstein
- 1871 : Emil von Schwartzkoppen
- 1874 : Wolf Louis Anton Ferdinand von Stülpnagel
- 1875 : Leopold Hermann von Boyen
- 1879 : Edouard von Fransecky
- 1882 : Karl Georg Gustav von Willisen
- 1886 : Bernhard von Werder
- 1888 : Alexander von Pape
- 1895 : Walter von Loë
- 1897 : Karl de Wedel
- 1899 : August von Bomsdorff[1]
- 1901 : Wilhelm von Hahnke
- 1909 : Gustav von Kessel
- 1918 : Alexander von Linsingen

## Commandants de Berlin (incomplet)
Le bureau du commandant est à Hundebrücke et Zeughausplatz.
- 1638 : Dietrich von Kracht (de), colonel
- 1690 : Georg Abraham von Arnim, colonel
- 1713 : Ernst Ludwig von Hacke (de), lieutenant général
- 1714 : Friedrich Wilhelm Quirin von Forcade, lieutenant général
- 1729 : Caspar Otto von Glasenapp, lieutenant général plus tard gouverneur
- 1735 : Egidius Ehrentreich von Sydow, général d'infanterie
- 1749 : Hans Christoph Friedrich von Hacke, lieutenant général
- 1754 : Dietrich Reichard von Meyerinck (de), lieutenant général
- 1756 : Friedrich Wilhelm von Rochow, lieutenant général
- 1760 : Johann Christoph von Zegelin, capitaine par intérim
- 1763 : Friedrich Wilhelm von Wylich und Lottum, major général
- 1774 : Anton Abraham von Steinkeller (de), général de division
- 1781 : Heinrich Gottlob von Braun (de), général d'infanterie
- 1799 : Karl Ludwig Bogislav von Goetze (de), lieutenant général
- 1806 : Johann Adolph von Lützow, général de division
- 1808 : Ludwig von Chasôt (de), général de division
- 1809 : Ludwig Matthias Nathanael Gottlieb von Brauchitsch (de), lieutenant général
- 1812 : François Durutte, occupation française
- ? ? ? ?: Bogislav Friedrich Emanuel von Tauentzien, général de l'infanterie
- 1824 :
- 1827 : Ernst Ludwig von Tippelskirch, plus tard commandant d'Erfurt
- 1835 : August Ludwig von Nostitz
- 1840 : Karl Georg von Loebell
- 1841 : Peter von Colomb
- 1850 : Eduard von Bonin
- 1851 : Friedrich von Borcke (de)
- 1854 : Eduard von Schlichting
- 1857 : Gebhard-Charles-Ludolf d'Alvensleben
- 1868 : Friedrich Alexander von Bismarck-Bohlen
- 1874 : Gustav von Neumann-Cosel
- 1878 : Hermann Ludwig von Wartensleben
- 1880 : Oskar von Meerscheidt-Hüllessem
- 1882 : Rudolf von Oppeln-Bronikowski
- 1883 : Ludwig von Spangenberg (de)
- 1885 : Otto von Derenthall